# Turismo na Indonésia

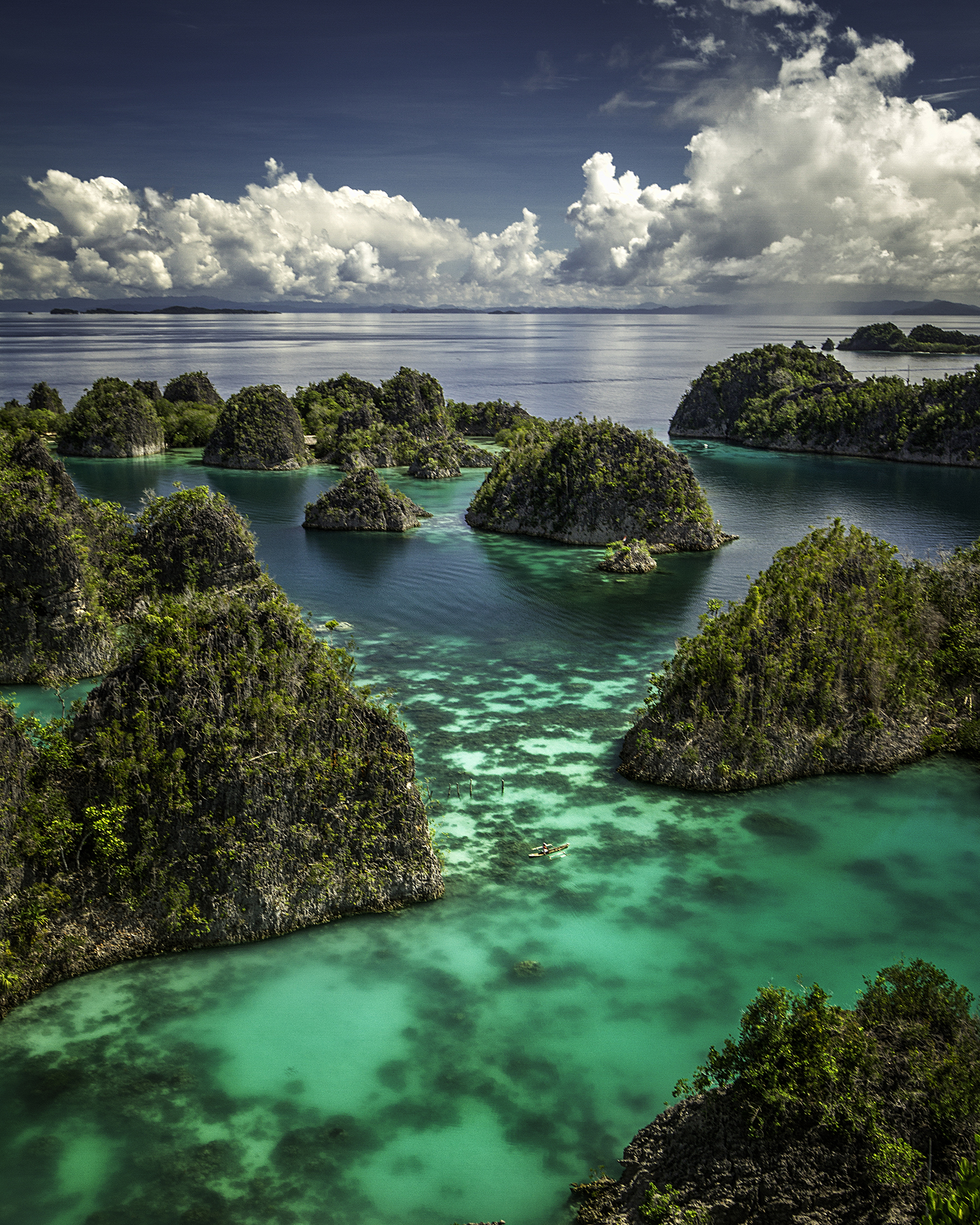
Arquipélago cársico Piaynemo em Raja Ampat, na Papua Ocidental

O turismo na Indonésia é um componente importante na economia indonésia, bem como uma fonte significativa de suas receitas de câmbio . A Indonésia foi classificada em 20ª na indústria de turismo mundial em 2017, também classificada como o nono no setor de turismo que mais cresce no mundo inteiro, o terceiro que mais cresce na Ásia e o que mais cresce no Sudeste Asiático . Em 2018, Denpasar, Jacarta e Batam estão entre as dez cidades do mundo com maior crescimento no turismo, 32,7, 29,2 e 23,3%, respectivamente. O país planeja atingir 8% do PIB do setor de turismo e tem como objetivo atrair cerca de 20 milhões de visitantes até o fim do ano de 2019. O setor de turismo foi classificado como o 4º maior entre os setores de exportação de bens e serviços.

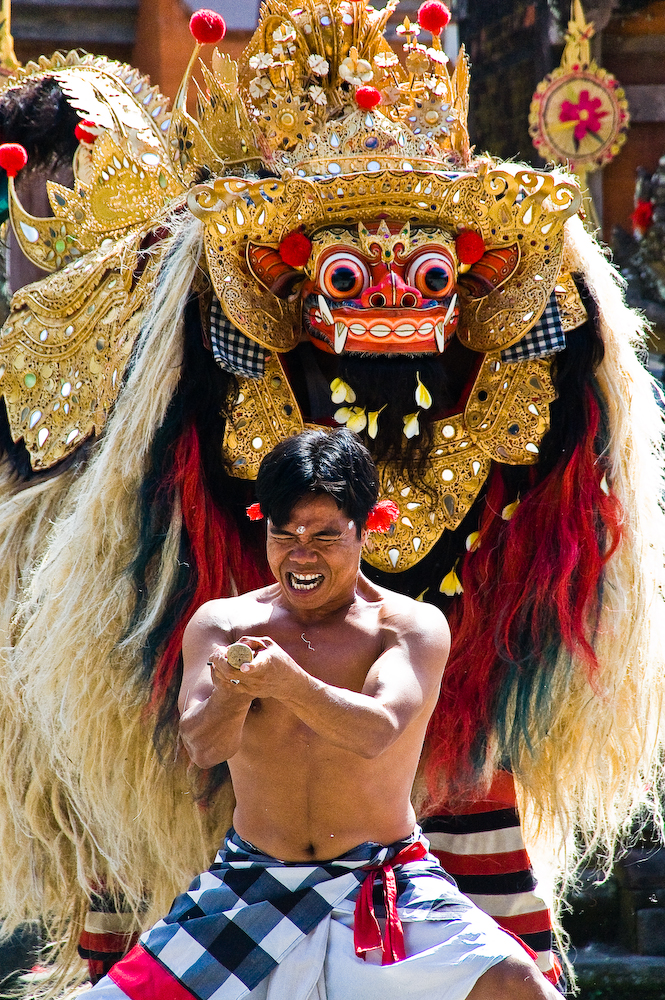
A Indonésia possui uma cultura rica e multicolorida, como a performance de dança Barong em Bali.

Durante o ano de  2016, cerca de 12,02 milhões de turistas estrangeiros visitaram a Indonésia, 15,5% maior que a de 2015. No ano de 2015, 9,73 milhões de visitantes internacionais entraram na Indonésia, permanecendo em hotéis por uma média de 7,5 noites e gastando uma média de US $ 1.142 por pessoa durante sua visita, ou US $ 152,22 por pessoa por dia. Os turistas dos países Cingapura, Malásia, China, Austrália e Japão são as cinco principais fontes de visitantes para a Indonésia.
O Relatório de Competitividade em Viagens e Turismo de 2017 coloca a Indonésia em 42º lugar entre 136 países em geral, com uma pontuação de 4,2 no Índice de Competitividade em Viagens e Turismo. O relatório de 2015 classifica a competitividade de preços do setor de turismo da Indonésia como o terceiro de 141 países. Também menciona que a Indonésia possui uma política de viagens e turismo muito boa e condições favoráveis (9º lugar). O país também tem uma boa pontuação em recursos naturais e culturais. No entanto, o país obteve uma pontuação bastante baixa no subíndice de infraestrutura (75º lugar), pois alguns aspectos da infraestrutura de serviços turísticos são subdesenvolvidos.
Em 2016, o governo relatou estar investindo mais no desenvolvimento do turismo, atraindo mais investidores estrangeiros. O governo deu prioridade a 10 destinos da seguinte forma: Borobudur, Java Central; Mandalika, Nusa Ocidental Tenggara; Labuan Bajo, Nusa Oriental Tenggara; Bromo-Tengger-Semeru, Java Oriental; Mil Ilhas, Jacarta; Toba, Sumatra do Norte; Wakatobi, Celebes do Sudeste; Tanjung Lesung, Banten; Morotai, norte de Maluku; e Tanjung Kelayang, Belitung. Conforme citado no The Jakarta Post, o governo pretende 275 milhões de viagens de turistas domésticos até o final do ano de  2019. O governo também garantiu compromissos de potenciais investidores, totalizando US $ 70 milhões nas áreas de construção de acomodações, marina e instalações de ecoturismo em 3 das 10 áreas.  A Indonésia está classificada em sétimo lugar na lista dos 10 principais países do Lonely Planet a visitar em 2019. O país ocupa o quarto lugar entre os 25 principais destinos do mundo em 2018 pelo site de viagens TripAdvisor .

## Visão Geral

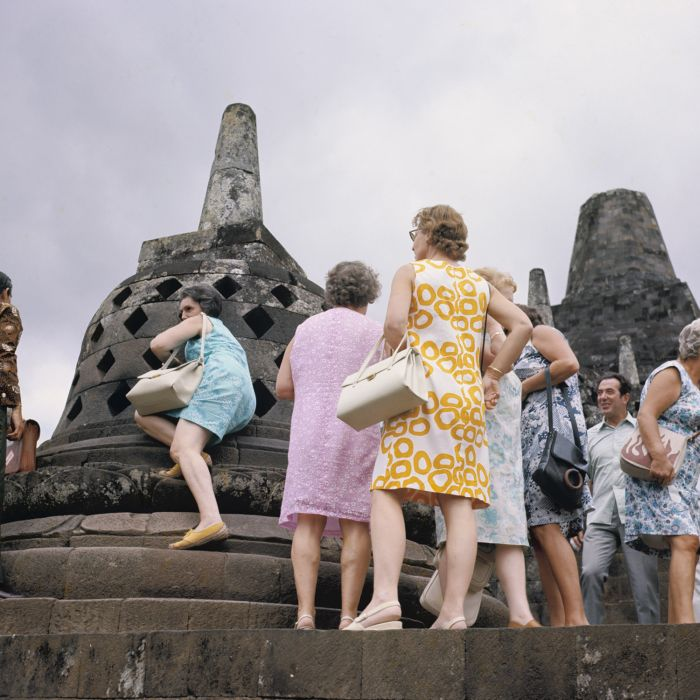
Borobudur é a atração turística mais visitada na Indonésia.

Tanto a natureza quanto a cultura são os principais componentes do turismo da Indonésia. O país se orgulha de uma combinação única de clima tropical, um vasto arquipélago de 17.508 ilhas, das quais 6.000 são habitadas, a segunda maior linha costeira do mundo (54.716).   km) depois do Canadá. É o país maior e mais populoso do mundo, situado apenas em ilhas. As praias de Bali, os locais de mergulho em Bunaken, o Monte Bromo em Java Oriental, o Lago Toba e vários parques nacionais em Sumatra são apenas alguns exemplos de destinos cênicos populares. Essas atrações são completadas por uma rica herança cultural que reflete a história da Indonésia e a sua diversidade étnica. Um fato que exemplifica essa riqueza é que 719 idiomas ainda ativos são usados em todo o arquipélago. Os antigos templos de Prambanan e Borobudur, Toraja, Joguejacarta, Minangkabau e, é claro, Bali, com suas muitas festividades hindus, são alguns dos destinos populares para o turismo cultural.
Turismo no país é atualmente supervisionado pelo Ministério do Turismo da Indonésia . As campanhas internacionais de turismo têm se concentrado amplamente em seus destinos tropicais, com praias de areia branca, céu azul e atrações culturais. Resorts e hotéis de praia foram desenvolvidos em alguns destinos turísticos populares, especialmente na ilha de Bali como destino principal.
Alguns dos desafios que a indústria do turismo da Indonésia enfrenta incluem o desenvolvimento de infraestrutura para apoiar o turismo em todo o arquipélago, incursões da indústria nas tradições locais ( adat ) e o impacto do desenvolvimento do turismo na vida das pessoas locais. A indústria do turismo na Indonésia também enfrentou problemas relacionados à segurança. Desde 2002, alguns países emitiram alertas sobre ameaças terroristas e conflitos étnicos e religiosos em algumas áreas, reduzindo significativamente o número de visitantes estrangeiros por alguns anos. No entanto, o número de turistas internacionais se recuperou positivamente desde 2007 e atingiu um novo recorde em 2008 e continuou subindo desde então.

## Transportes

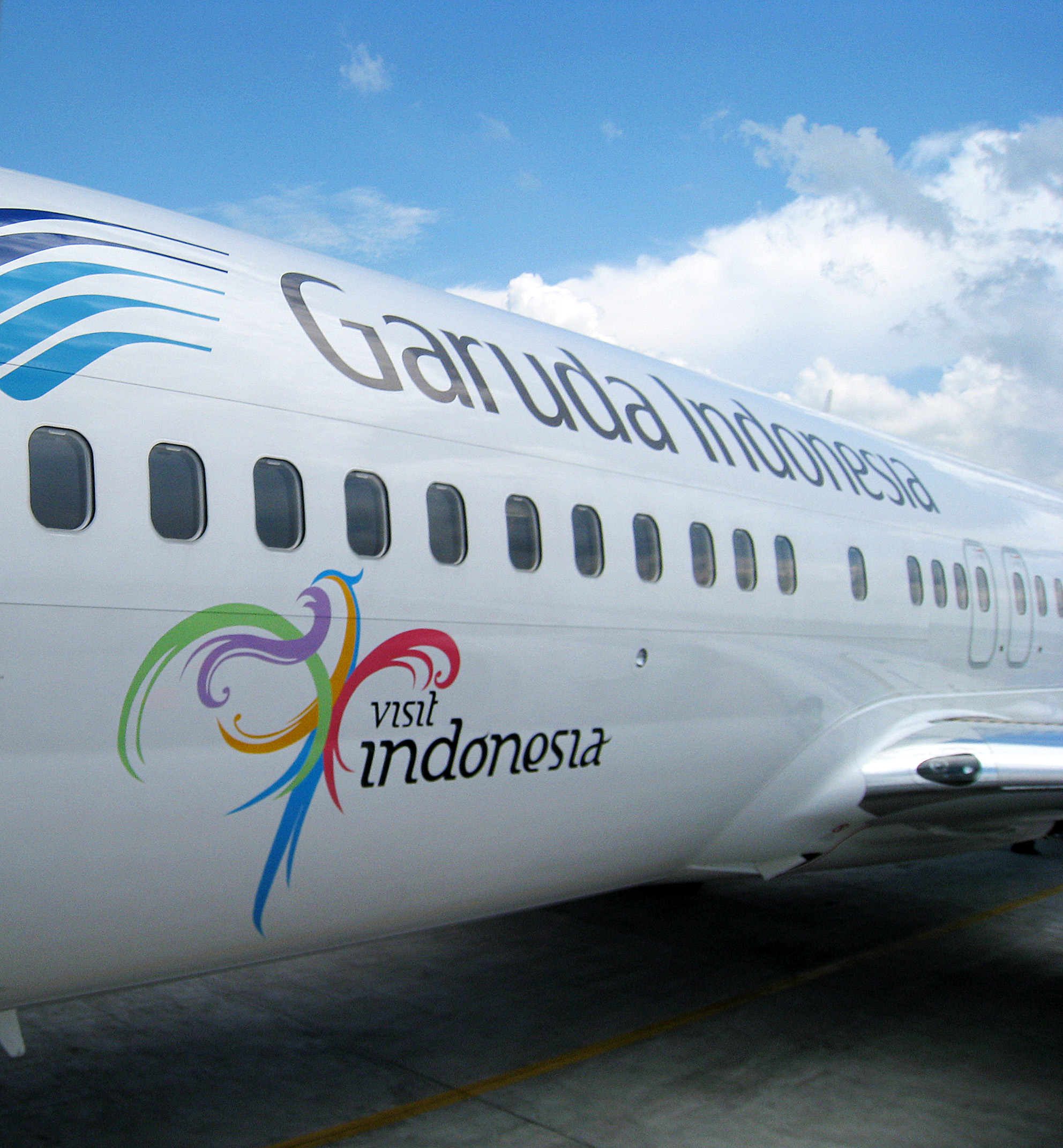
Avião da companhia aérea Garuda Indonesia.

No final de janeiro de 2011, o Ministro da Cultura e Turismo, Jero Wacik, anunciou que " Wonderful Indonesia " substituirá a marca " Visit Indonesia Year " anterior usada pelas campanhas oficiais de turismo do país, embora o logotipo das curvas estilizadas nos aviões da companhia aérea Garuda permaneça. O ministro anunciou que em 2010, turistas estrangeiros que visitavam a Indonésia atingiram 7 milhões e fizeram previsões de 7,7 milhões em 2011. Ele foi descrito como descrevendo a nova marca como refletindo "a bela natureza do país, cultura única, comida variada, pessoas hospitaleiras e competitividade de preços. "Esperamos que cada turista gaste cerca de US $ 1.100 e, com uma meta otimista de 7,7 milhões de chegadas, obteremos US $ 8,3 bilhões", com isso. O Ministro da Cultura e Turismo acrescentou que 50% da receita seria gerada a partir de cerca de 600 reuniões, convenções e exposições que se espera que ocorram em vários lugares do país em 2011. Ele acrescentou ainda nos anúncios de janeiro de 2011 que seu ministério estaria promovendo as atrações do país sob a bandeira eco cultural.

## Estatisticas

### Chegadas de turistas na Indonésia por nacionalidade (2011–2018)
Fonte: Estatísticas Indonésia
| Rank  | Country          | 2018       | 2017       | 2016       | 2015       | 2014      | 2013      | 2012      | 2011      |
| ----- | ---------------- | ---------- | ---------- | ---------- | ---------- | --------- | --------- | --------- | --------- |
| 1     | Malásia          | 2,501,611  | 1,238,276  | 1,225,458  | 1,431,728  | 1,418,256 | 1,380,686 | 1,269,089 | 1,173,351 |
| 2     | China            | 2,137,450  | 1,972,405  | 1,452,971  | 1,249,091  | 1,052,705 | 858,140   | 726,088   | 594,997   |
| 3     | Singapura        | 1,768,598  | 1,512,813  | 1,472,767  | 1,594,102  | 1,559,044 | 1,432,060 | 1,324,706 | 1,324,839 |
| 4     | Timor-Leste      | 1,762,120  | 960,026    | 956,874    | 921,657    | 873,258   | 769,697   | 719,996   | 668,139   |
| 5     | Austrália        | 1,301,225  | 1,188,449  | 1,198,033  | 1,090,025  | 1,145,576 | 983,911   | 952,717   | 933,376   |
| 6     | Índia            | 595,060    | 485,314    | 376,802    | 306,960    | 267,082   | 231,266   | 196,983   | 181,791   |
| 7     | Japão            | 530,171    | 538,334    | 513,297    | 528,606    | 505,175   | 497,399   | 463,486   | 423,113   |
| 8     | Reino Unido      | 391,820    | 361,197    | 328,882    | 286,806    | 244,594   | 236,794   | 219,726   | 201,221   |
| 9     | Estados Unidos   | 387,295    | 331,132    | 296,183    | 269,062    | 246,397   | 236,375   | 217,599   | 203,205   |
| 10    | Coreia do Sul    | 358,527    | 378,769    | 343,887    | 375,586    | 352,004   | 351,154   | 328,989   | 320,596   |
| 11    | França           | 287,662    | 268,989    | 250,921    | 208,679    | 208,537   | 201,917   | 184,273   | 171,736   |
| 12    | Alemanha         | 273,847    | 260,586    | 231,694    | 201,202    | 184,463   | 173,470   | 158,212   | 149,110   |
| 13    | Filipinas        | 217,644    | 162,726    | 149,490    | 267,700    | 248,182   | 247,573   | 236,866   | 210,029   |
| 14    | Países Baixos    | 209,664    | 205,844    | 195,463    | 172,371    | 168,494   | 161,402   | 152,749   | 163,268   |
| 15    | Taiwan           | 207,707    | 211,489    | 209,369    | 223,478    | 220,328   | 247,146   | 217,708   | 228,922   |
| 16    | Arábia Saudita   | 165,895    | 166,111    | 186,654    | 160,696    | 147,074   | 150,247   | 144,584   | 140,579   |
| 17    | Papua-Nova Guiné | 143,143    | 141,299    | 136,589    | 117,347    | 108,923   | 105,542   | 103,763   | 102,938   |
| 18    | Nova Zelândia    | 128,308    | 106,914    | 102,776    | 98,861     | 94,735    | 91,144    | 88,489    | 87,233    |
| 19    | Rússia           | 125,697    | 110,529    | 80,514     | 65,705     | 88,775    | 82,863    | 76,584    | 78,531    |
| 20    | Tailândia        | 122,252    | 106,510    | 98,864     | 93,590     | 95,195    | 92,549    | 93,642    | 90,167    |
| Total | All Countries    | 15,806,191 | 14,039,799 | 11,519,275 | 10,230,775 | 9,435,411 | 8,802,129 | 8,044,462 | 7,649,731 |

| 2000 | 5.064.217  | 12,26 |
| 2001 | 5.153.620  | 10,49 |
| 2002 | 5.033 400  | 9,79  |
| 2003 | 4.467.021  | 9,69  |
| 2004 | 5.321.165  | 9,47  |
| 2005 | 5.002.101  | 9,05  |
| 2006 | 4.871.351  | 9,09  |
| 2007 | 5.505.759  | 9,02  |
| 2008 | 6.429.027  | 8,58  |
| 2009 | 6.452.259  | 7.69  |
| 2010 | 7.002.944  | 8.04  |
| 2011 | 7.649.731  | 7,84  |
| 2012 | 8.044.462  | 7,70  |
| 2013 | 8.802.129  | 7.65  |
| 2014 | 9.435.411  | 7.66  |
| 2015 | 10.230.775 | 8,53  |
| 2016 | 11.519.275 | 10,69 |
| 2017 | 14.039.799 | 21,88 |
| 2018 | 15.806.191 | 12,58 |

## Turismo Natural

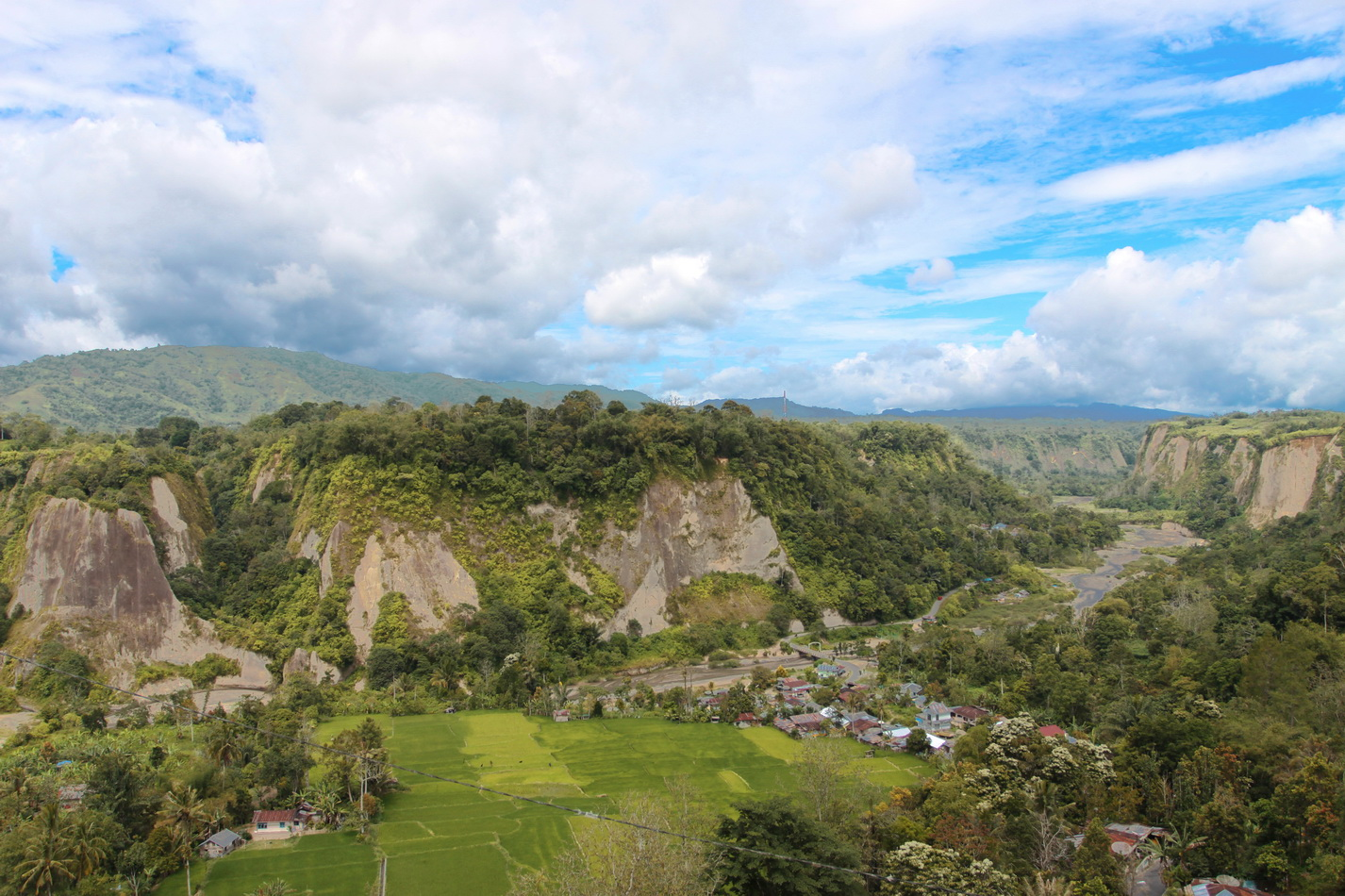
Sianok canyon em Bukittinggi, Sumatra Ocidental

A Indonésia tem um ecossistema natural bem preservado, com florestas tropicais que se estendem por cerca de 57% das terras do país, aproximadamente 2% dos quais são sistemas de mangue . Uma razão pela qual o ecossistema natural na Indonésia ainda está bem preservado é porque apenas 6.000 ilhas em 17.000 são habitadas permanentemente. As florestas de Sumatra e Java são exemplos de destinos turísticos populares. Além disso, a Indonésia tem uma das maiores costas do mundo, medindo 54 716 quilômetros (34 000 mi), com várias praias e resorts insulares, como os do sul de Bali, Lomboque, Bintão e Ilhas Nias. No entanto, a maioria das praias bem preservadas são aquelas em áreas mais isoladas e menos desenvolvidas, como Karimunjawa, Ilhas Togian e Ilhas Banda.

### Áreas de mergulho

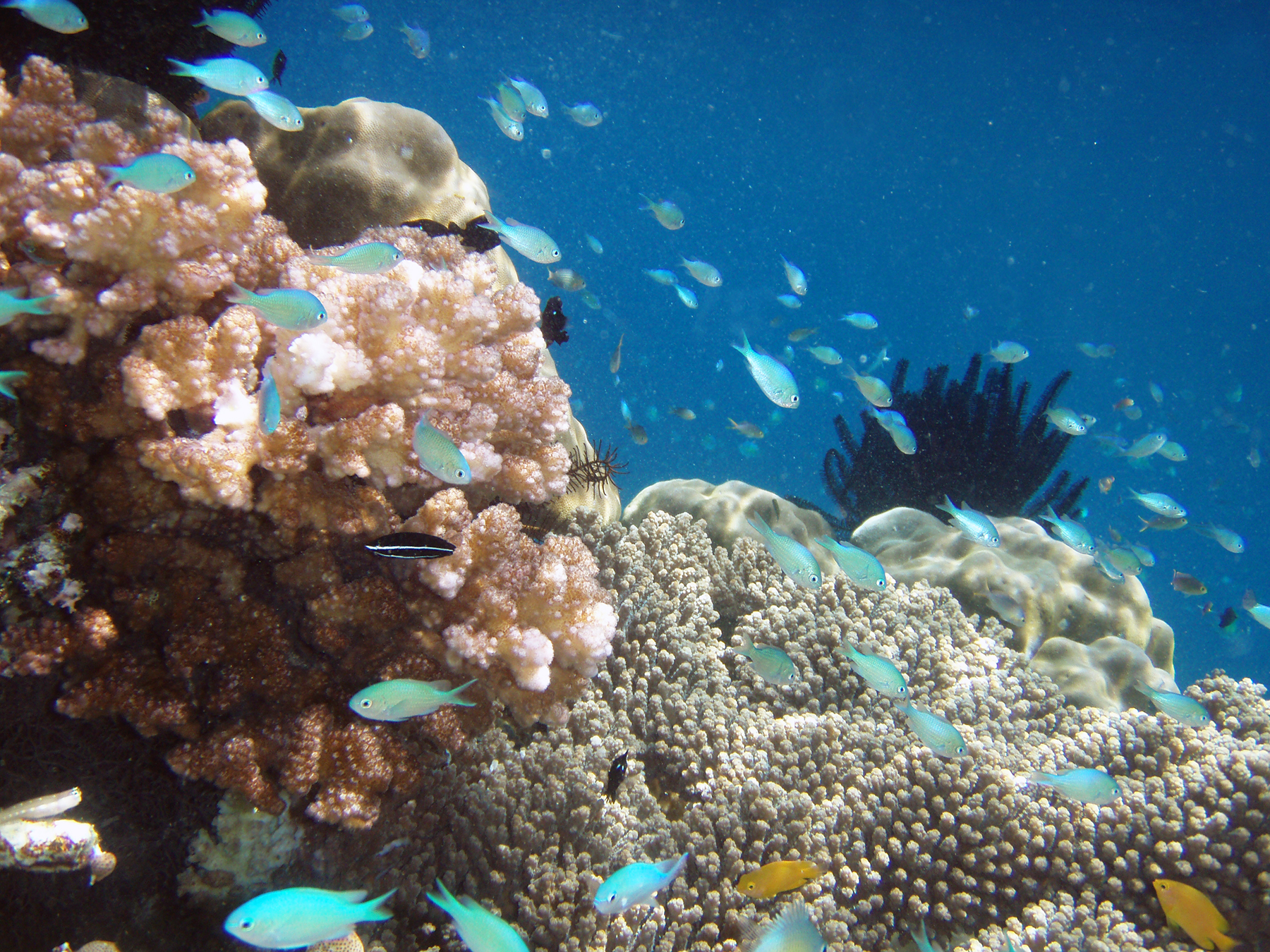
Raja Ampat, uma das mais ricas em biodiversidade marinha do mundo

Com mais de 17.508 ilhas, a Indonésia apresenta amplas oportunidades de mergulho. Com 20% dos recifes de coral do mundo, mais de 3.000 espécies diferentes de peixes e 600 espécies de coral, trincheiras em águas profundas, montarias vulcânicas, naufrágios da Segunda Guerra Mundial e uma variedade infinita de macro-vida. O Parque Marinho Nacional de Bunaken, na ponta norte de Sulawesi, afirma ter sete vezes mais gêneros de coral que o Havaí e possui mais de 70% de todas as espécies de peixes conhecidas no Pacífico Indo-Ocidental. Segundo a Conservation International, pesquisas marinhas sugerem que a diversidade de vida marinha na área de Raja Ampat é a mais alta registrada na Terra. Além disso, existem mais de 3.500 espécies que vivem nas águas da Indonésia, incluindo tubarões, golfinhos, raias, tartarugas, moreias, chocos, polvos e escorpiões, em comparação com 1.500 na Grande Barreira de Corais e 600 no Mar Vermelho . A Baía de Tulamben, em Bali, possui os destroços dos 120 metros (390 pé) O navio de transporte comissionado pelo Exército dos EUA, o Liberty . Outros locais de mergulho populares em Bali estão em Candidasa e Menjangan . Do outro lado do Estreito de Badung, em Bali, existem vários locais de mergulho populares em Nusa Lembongan e Nusa Penida . Os três Gilis de Lomboque (Gili Air, Gili Meno e Gili Trawangan) são populares como Bangka . Saronde Island é um local muito popular também em Gorontalo Sulawesi. Alguns dos locais de mergulho mais famosos da Indonésia também são os mais difíceis de alcançar, com lugares como Biak, na costa da Papua e o Arquipélago de Alor, entre os destinos populares e mais remotos para mergulhadores.

### Surf

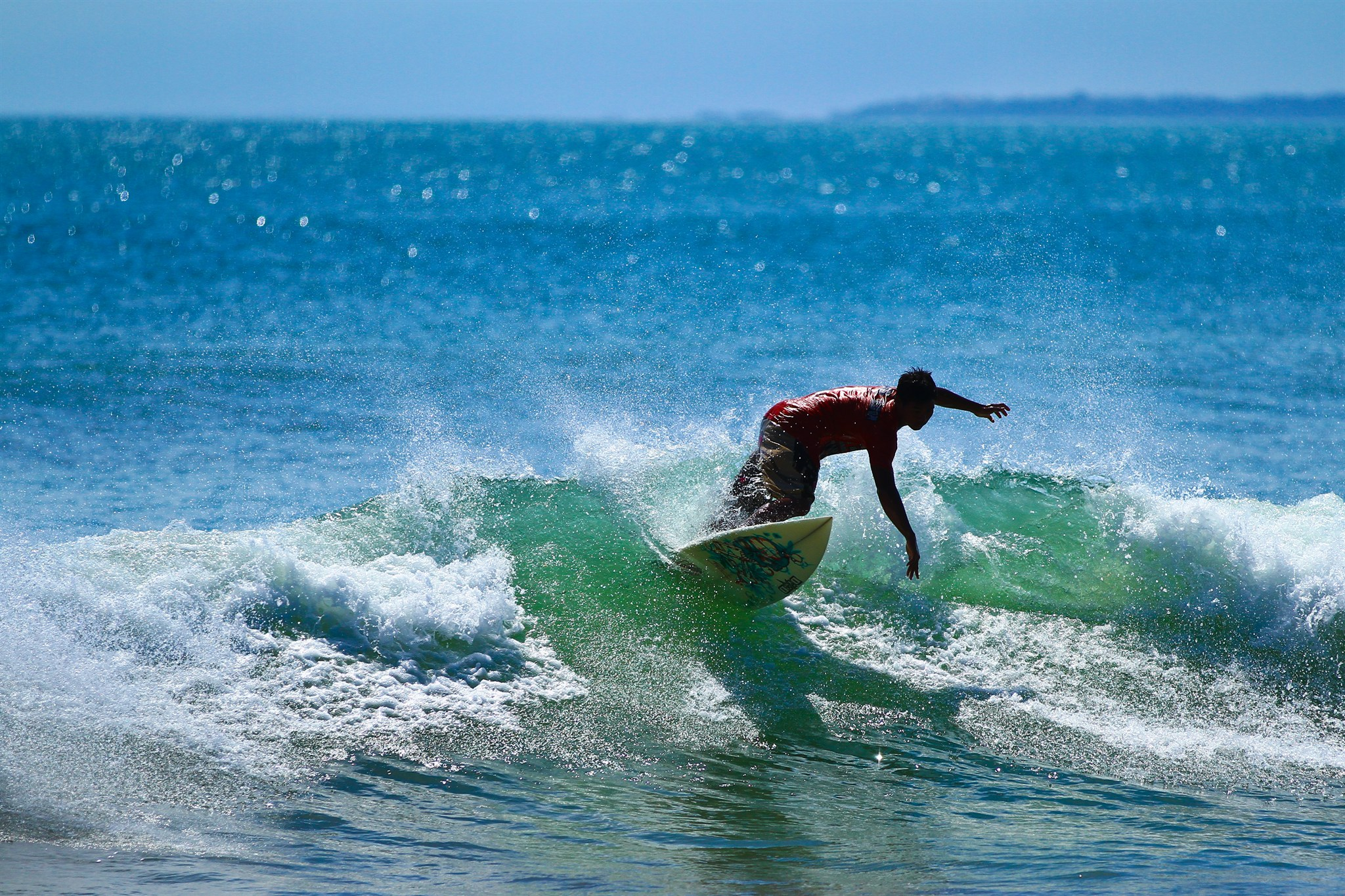
Surfista na praia de Kuta, Bali

O surf também é uma atividade aquática popular na Indonésia e os locais são reconhecidos como de classe mundial. Os locais mais conhecidos estão localizados principalmente no lado sul da Indonésia, no Oceano Índico, e as maiores quebras estão no sul de Java . No entanto, a costa norte não recebe as mesmas ondas do mar de Java . Surf breaks podem ser encontrados ao longo de Sumatra, até Nusa Tenggara, incluindo Aceh, Bali, Banten, Java, Lomboque, Mentawai Islands e Sumbawa . Embora a Indonésia tenha muitos adeptos do surf, a maioria dos surfistas vem do exterior, principalmente da Austrália e dos Estados Unidos. No entanto, o entusiasmo pelo surf local começou em Bali e na praia de Pelabuhan Ratu e Pangandaran, em Java Ocidental, com a maioria dos surfistas chegando das cidades próximas de Jacarta e Bandung.
Em 2018, a World Surf League teve 8 eventos de surf na Indonésia.

### Parques Nacionais

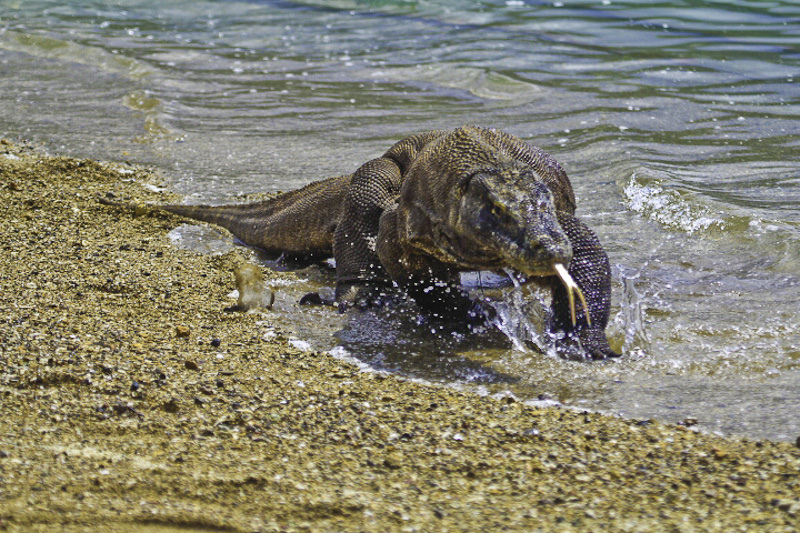
Dragão de Komodo no Parque Nacional de Komodo

Os Jardins Botânicos de Bogor, estabelecidos em 1817, e os Jardins Botânicos de Cibodas, criados em 1862, são dois dos mais antigos jardins botânicos de toda Ásia. Com ricas coleções de plantas tropicais, esses jardins são o centro da pesquisa botânica e da atração turística desde a época colonial.
Existem 50 parques nacionais na Indonésia, dos quais seis estão listados como Patrimônio Mundial . Os maiores parques nacionais de Sumatra são os 9 500 quilômetro quadrados (3 700 sq mi) Parque Nacional Gunung Leuser, Parque Nacional Kerinci Seblat, Parque Nacional Bukit Barisan Selatan, todos os três reconhecidos como Patrimônio da Floresta Tropical de Sumatra na lista de Patrimônio Mundial da UNESCO.

### Vulcões

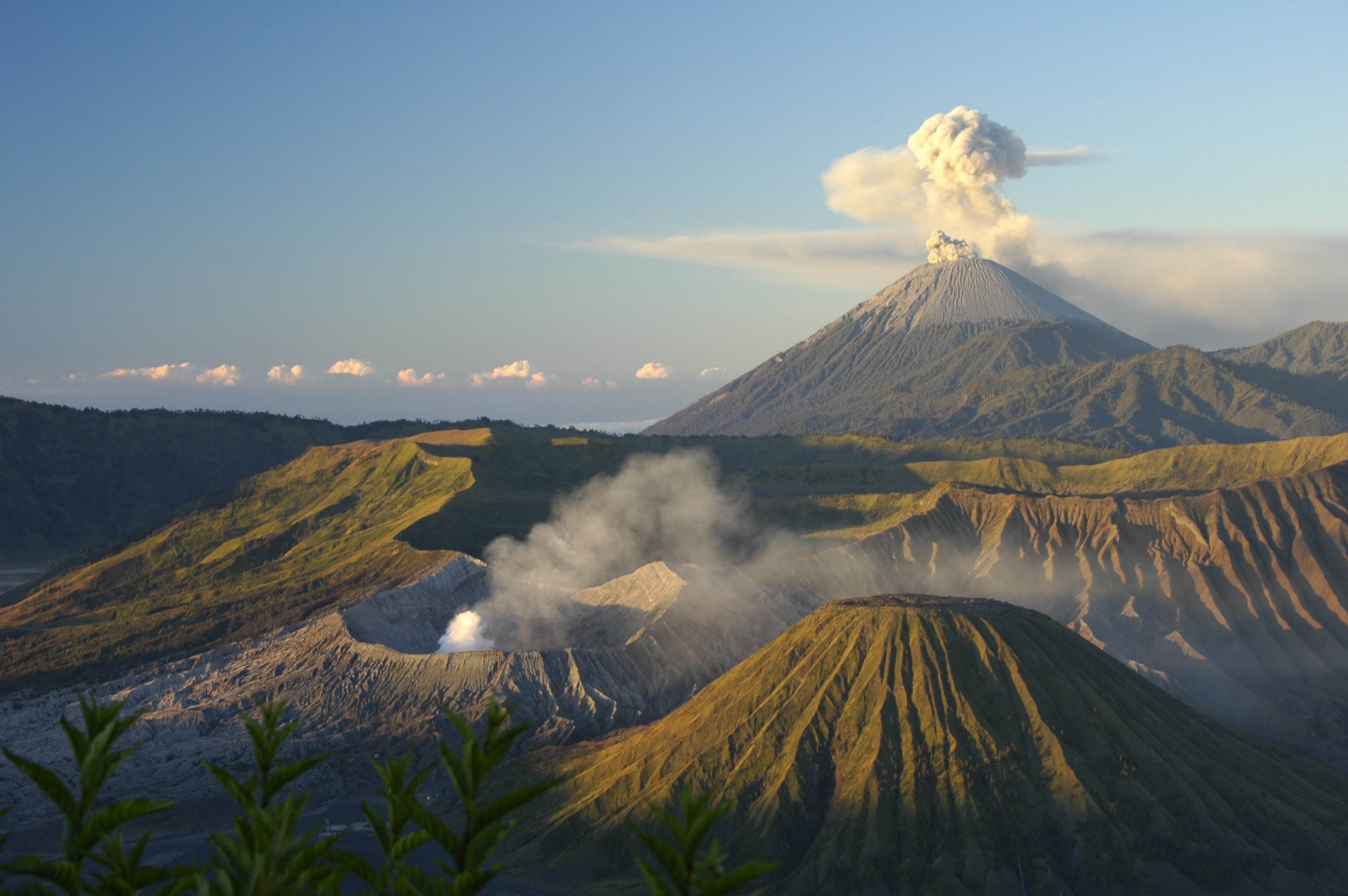
Monte Bromo e Semeru em Java Oriental

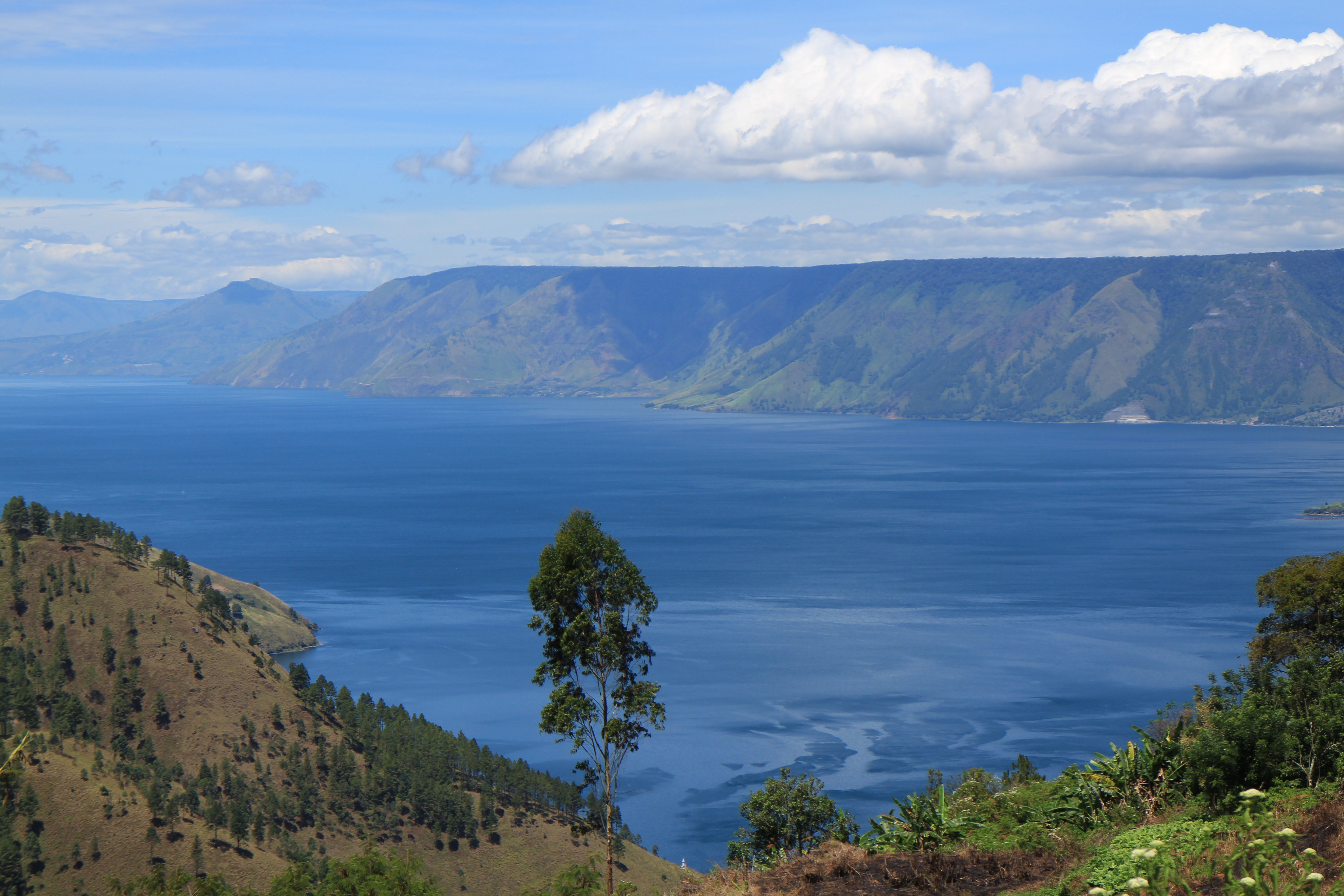
Lago Toba, a maior vista panorâmica do lago vulcânico do mundo, vista de Merek, Sumatra do Norte

Caminhadas e camping nas montanhas são atividades populares de aventura. Algumas montanhas contêm rios, oferecendo atividades de rafting . Embora as montanhas vulcânicas possam ser perigosas, elas se tornaram os principais destinos turísticos. Vários turistas morreram nas encostas do Monte Rinjani, o segundo vulcão mais alto da Indonésia e um destino popular para os alpinistas que visitam Lomboque, no leste da Indonésia. Vulcões ativos populares são os 2 329 metros (7 600 pé)   alto Monte Bromo, na província de Java Oriental, com seu deserto vulcânico cênico ao redor da cratera, o barco virado em forma de Tangkuban Perahu e a cratera vulcânica Kawah Putih, norte e sul de Bandung, respectivamente, e ambos com acesso drive-in à cratera, o vulcão mais ativo em Java, o Monte Merapi, perto de Joguejacarta, e o lendário Krakatau, com sua nova caldeira conhecida como anak krakatau (o filho de Krakatau). .

## Turismo cultural

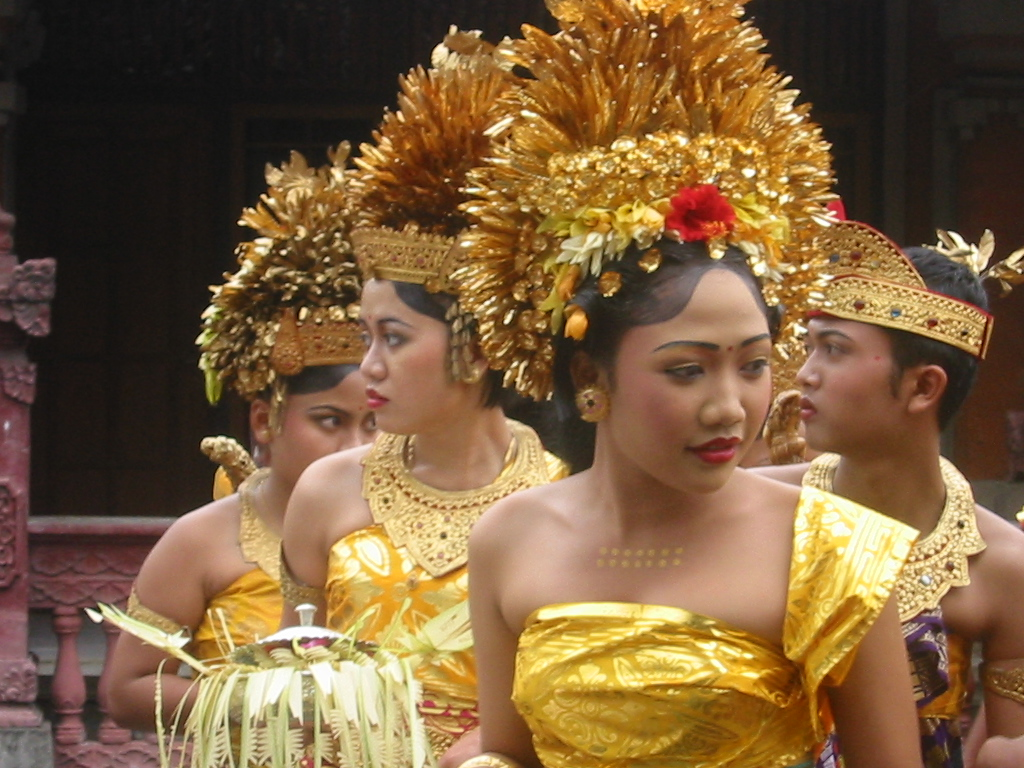
Bali é famosa por sua rica cultura, festivais e danças hindus

Indonésia dispõe de 300 étnicos grupos, distribuídos por um 1,8 milhões de km 2 área de 6.000 ilhas habitadas. Isso cria uma diversidade cultural, composta ainda por influências colonialistas hindus, budistas, islâmicas e européias. Em Bali, onde vive a maioria dos hindus indonésios, festivais culturais e religiosos com performances de teatro de dança balinesa nos templos balineses são as principais atrações para turistas estrangeiros.
Apesar das influências estrangeiras, uma variedade diversificada de culturas tradicionais indígenas ainda é evidente na Indonésia. O grupo étnico indígena de Toraja, no sul de Sulawesi, ainda tem uma forte tradição que descende de crenças animistas, embora a maioria dos Toraja seja cristã agora. Uma das tradições mais famosas de Toraja são os ritos funerários, Rambu Solo . O grupo étnico de Minangkabau mantém uma cultura matrilinear única, apesar de ser muçulmano devotado. Outros grupos étnicos indígenas incluem os Asmat e Dani em Papua, o Dayak em Calimantã e o Mentawai em Sumatra, onde ainda são observados rituais tradicionais.

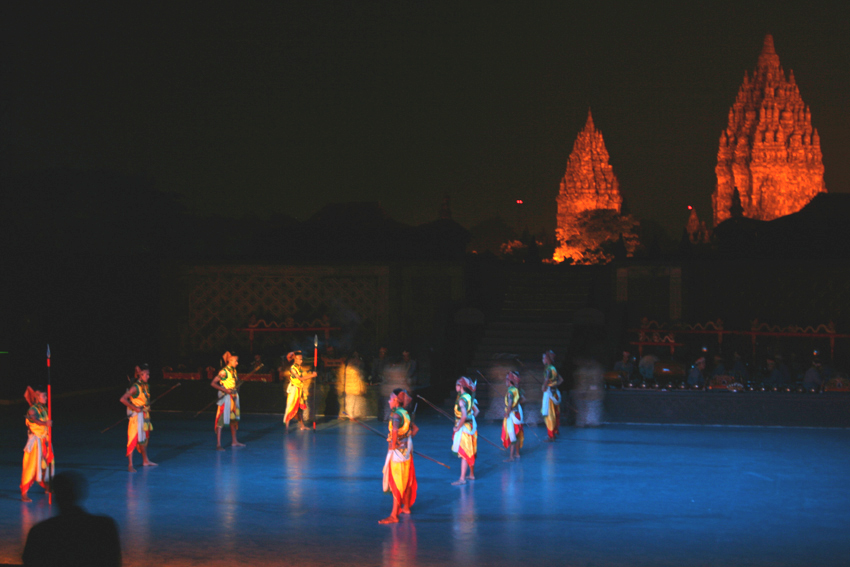
Ramayana Wayang wong dança javanesa no templo de Prambanan

O turismo cultural também desempenha um papel importante em Joguejacarta, uma província especial na Indonésia conhecida como centro de arte e cultura clássica javanesa. A ascensão e queda dos reinos budistas, hindus e islâmicos em Java Central transformou Joguejacarta em uma grande área da cultura indonésia. Danças clássicas javanesas são realizadas nas cortes reais de Joguejacarta e Suracarta, bem como o javanês Ramayana Ballet realizado no teatro ao ar livre de Prambanan .

### Antigos templos Hindus e Budistas

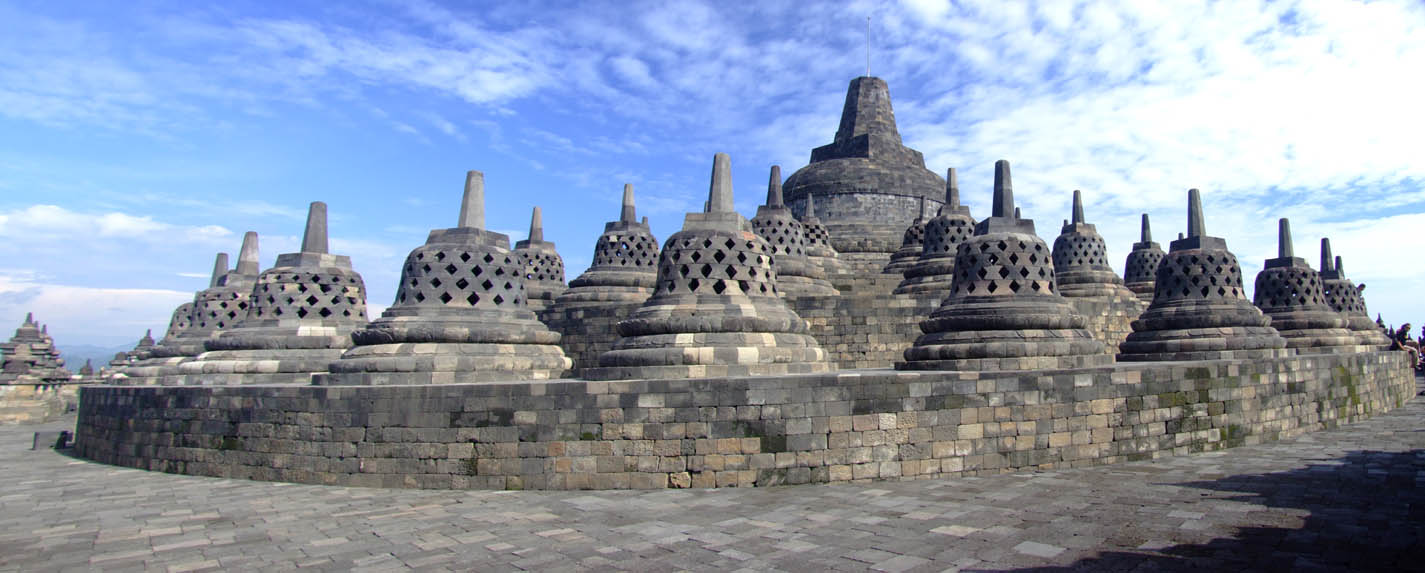
Stupas nos terraços superiores do templo de Borobudur em Java Central

Desde o século IV até ao século XV, o hinduísmo e o budismo moldaram a cultura da Indonésia. Reinos crescem e caem, como Medang Kingdom, Srivijaya, Kediri, Singhasari e Majapahit . Ao longo da história clássica indonésia da era hindu-budista, eles produziram alguns templos e monumentos chamados candi . O santuário budista mais bem preservado, construído durante a dinastia Sailendra no século VIII, é o templo Borobudur em Java Central. Uma mandala de pedra gigante escalou a pirâmide adornada com stupas em forma de sino, ricamente adornada com baixos-relevos contando as histórias e os ensinamentos da religião budista.